# 덴진마쓰리

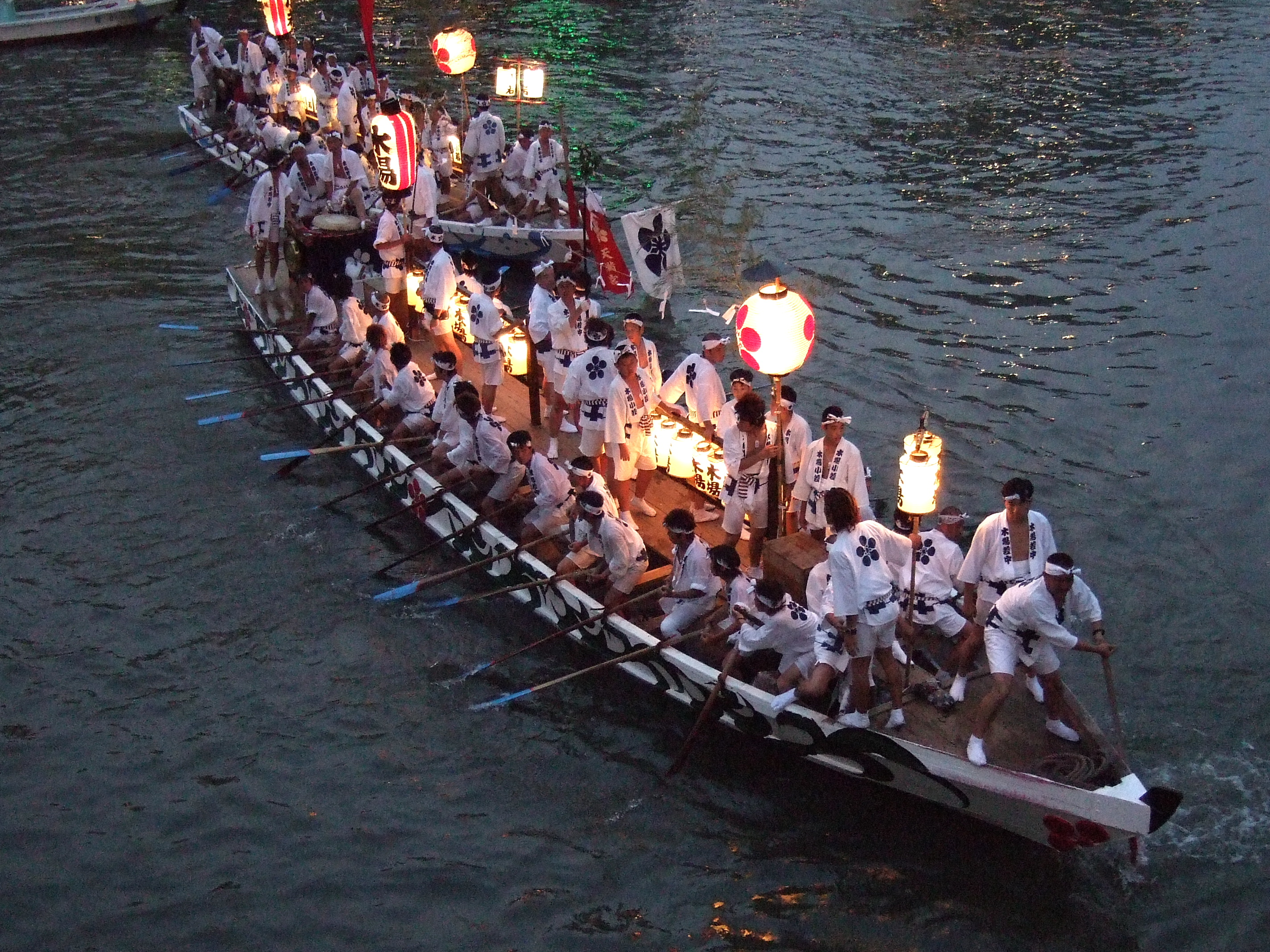
텐진마쓰리

덴진마쓰리(天神祭)는 일본 각지의 덴만구에서 개최되는 마쓰리다. 역모죄로 몰려 억울하게 죽은 스가와라노 미치자네를 기리는 의미로 가미호코(神鉾)를 바다에 띄우고 그것이 닿은 곳에서 제단을 쌓고 의식을 치른 데서 비롯되었다. 각 신사의 덴진마쓰리 중 오사카 덴만구를 중심으로 오사카 시에서 행하는 덴진마쓰리가 유명하다.

## 오사카 덴진마쓰리
일본 3대 마쓰리이자 일본 3대 선상마쓰리이다. 매년 7월 24~25일에서 열리며. 오사카를 대표하는 마쓰리이다. 1,000년 이상의 역사를 가지고 있다. '후나토교'라고 하는 것이 가장 인기가 많으며, 후나토교는 100여 척의 배들이 강을 거슬러 올라가는 행사이다. 이때가 되면 100만 명이 넘는 사람들이 오사카로 몰린다.